# Каримжанов, Нуржан Мынжасарулы
Нуржан Мынжасарулы Каримжанов (род. 30 мая 1980, Шантобе) — казахстанский боксёр, представитель лёгкой и первой полусредней весовых категорий. Выступал за сборную Казахстана по боксу в конце 1990-х — первой половине 2000-х годов, чемпион Азии, чемпион Азиатских и Восточноазиатских игр, победитель и призёр многих турниров международного значения, участник двух летних Олимпийских игр.

## Биография
Нуржан Каримжанов родился 30 мая 1980 года в посёлке Шантобе Акмолинской области Казахской ССР. Заниматься боксом начал в возрасте девяти лет, проходил подготовку под руководством заслуженного тренера Казахстана Владимира Романовича Камашова.
Впервые заявил о себе в боксе в сезоне 1998 года, когда выиграл казахское национальное первенство. Попав в состав казахской национальной сборной, одержал победу на Кубке Балатона в Венгрии и выступил на чемпионате мира среди юниоров в Аргентине.
В 1999 году в лёгкой весовой категории был лучшим на молодёжном турнире «Открытый ринг» в Софии и на чемпионате Азии в Ташкенте.
В 2000 году стал серебряным призёром международного турнира в Москве, уступив в решающем финальном поединке россиянину Александру Малетину. Благодаря череде удачных выступлений удостоился права защищать честь страны на летних Олимпийских играх в Сиднее — в категории до 60 кг благополучно прошёл первых двоих соперников по турнирной сетке, в том числе взял верх над местным австралийским боксёром Майклом Катсидисом, но в третьем четвертьфинальном бою досрочно потерпел поражение от представителя Украины Андрея Котельника.
После сиднейской Олимпиады Каримжанов остался в боксёрской команде Казахстана и продолжил принимать участие в крупнейших международных соревнованиях, при этом поднялся в первый полусредний вес. Так, в 2001 году он победил на Восточноазиатских играх в Осаке, а в 2002 году завоевал золотую медаль на Азиатских играх в Пусане. За эти достижения по итогам сезона награждён молодёжной премией «Дарын».
В 2003 году стал бронзовым призёром международного турнира «Ахмет Джёмерт» в Стамбуле, получил бронзу на Кубке химии в Галле и на Афро-азиатских играх в Индии, где на стадии полуфиналов был побеждён индусом Виджендером Сингхом. Боксировал на чемпионате мира в Бангкоке, проиграв в 1/8 финала тайцу Манусу Бунчамнонгу. Принимал участие в матчевой встрече со сборной США в Танике, выиграв по очкам у американского боксёра Кита Мейсона.
В 2004 году взял бронзу на Кубке химии в Галле и серебро на международном турнире «Золотой пояс» в Бухаресте, в то время как на азиатском первенстве в Пуэрто-Принсесе попасть в число призёров не смог — в четвертьфинале был остановлен филиппинцем Ромео Брином. На азиатской олимпийской квалификации в Гуанчжоу Каримжанов занял второе место и тем самым прошёл отбор на Олимпийские игры в Афинах — в категории до 64 кг преодолел двух оппонентов, после чего в четвертьфинале со счётом 18:20 потерпел поражение от болгарина Бориса Георгиева. На том принял решение завершить спортивную карьеру.
За выдающиеся спортивные достижения удостоен почётного звания «Мастер спорта Республики Казахстан международного класса».
Имеет высшее образование, окончил Академию налоговой полиции в Астане.